# Palazzo Parolari
Palazzo Parolari, già Marazzi, Bondenti e Pesadori, è una dimora storica di Crema.

## Storia
In origine, nel Cinquecento, si erigeva in loco uno stabile di proprietà Marazzi il cui accesso principale, tuttavia, si affacciava sul Canton di Ponfure, (più tardi cantone o contrada del Ritorto), ossia quella porzione dell'attuale Via Frecavalli compresa tra l'intersezione con Via Ponte Furio e Via  Giuseppe Verdi.
La proprietà è confermata tanto nello Stato d’anime della cattedrale del 1596 quanto nell'Estimo del 1685. 
Alla famiglia Marazzi si deve il sostanziale rifacimento settecentesco,  con affaccio sul Viale all’acqua, ossia l'attuale Via Giuseppe Verdi, allora percorsa dalla Roggia Crema, affiancata da alberature e interrata negli anni cinquanta del XX secolo. 
Ultimo proprietario della famiglia fu Prospero Scipione, arcidiacono della cattedrale e deceduto nell'anno 1800.
Pochi anni dopo lo stabile era di proprietà Bondenti-Verdelli, probabilmente passato per eredità poiché un’Ortensia Marazzi sposò Francesco Bondenti e la sorella Laura Marazzi si congiunse con Orazio Verdelli.
Nel 1840 la dimora fu acquistata da Ranunzio Pesadori.

## Personalità legate al palazzo
- Ranuzio Pesadori, nato a Crema il 10 aprile 1800, debutto come cantante d'opera nel 1821 nel teatro cittadino; nel 1825 venne assunto quale tenore presso la corte del re Federico Augusto I a Dresda, in Sassonia. Dopo la morte della prima moglie, la musicista Antoinette Helene Pechwel, nel 1835 ritornò in patria effettuando una tournée lungo la penisola, per poi ritirarsi definitivamente a Crema nel 1836 dove alcuni anni più tardi, nel 1848, accettò l'incarico retribuito di tenore della cappella della cattedrale diretta da Stefano Pavesi; nella città natale si risposò altre due volte: prima con la comasca Antonia Castagna, quindi con Carolina Beletti dalla quale ebbe nove figli. Morì nel 1871[5][6].
- Federico Pesadori, fu uno dei nove figli di Ranuzio, nato a Vergonzana nel 1849, dopo gli studi classici a Crema e Lodi conseguì a Padova la laurea di diritto con la quale intraprese la carriera di notaio. Ma il Pesadori è noto a livello culturale per la sua notevole produzione qualitativa e quantitativa[7] di poesie in dialetto cremasco.

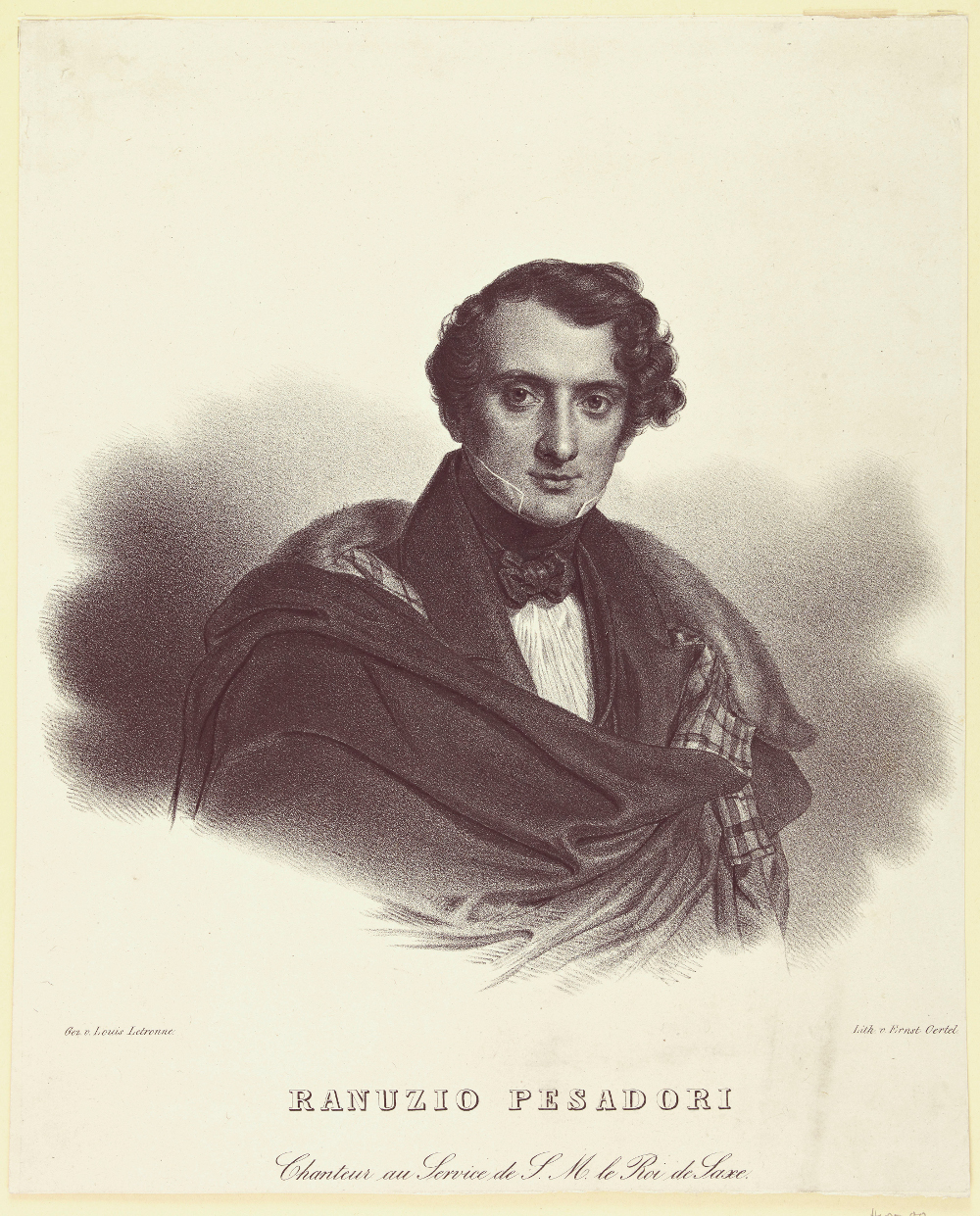
Ernst Oertel, litografia con il ritratto di Ranuzio Pesadori, Deutsches Theatermuseum, Monaco di Baviera
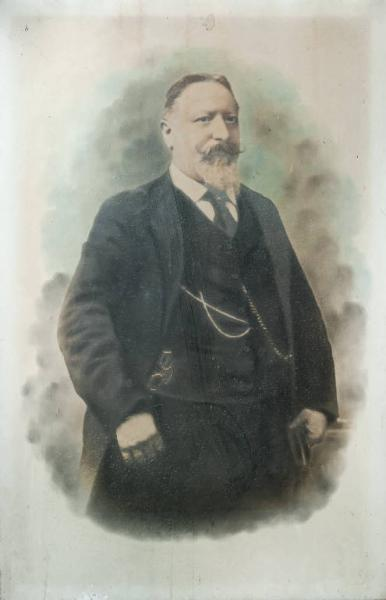
Autore sconosciuto, ritratto di Federico Pesadori, acquerello (?) su carta, Museo civico di Crema e del Cremasco, Crema

## Caratteristiche

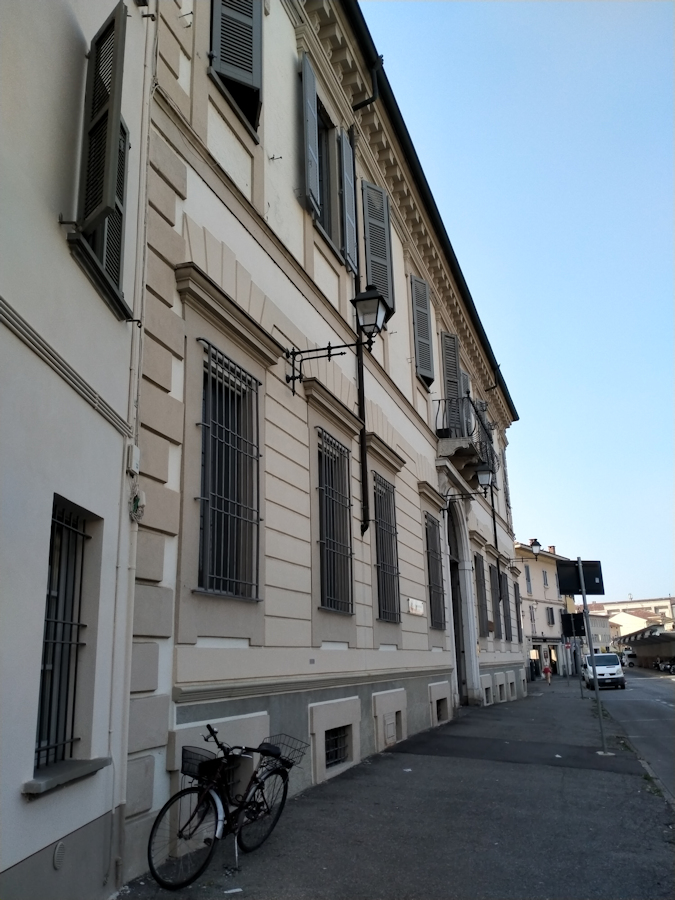
La facciata.

Edificio settecentesco con rimaneggiamenti ottocenteschi, si sviluppa su due ordini.
Il piano terra è caratterizzato da intonaco a rigature orizzontali interrotto dal grande portale posto centralmente. Le finestre sono incorniciate e architravate.
Un marcapiano divide i due ordini: le cornici laterali delle finestre del piano nobile si prolungano fino ad esso producendo sotto ognuna di esse una forma a rettangolo.
Le architravi del secondo piano sono provviste di mensoline.
Un balcone in pietra con relativa porta-finestra si colloca sopra il portale.
Una fitta serie di dentelli caratterizza il sottogronda.
I motivi architettonici della facciata si replicano anche sul lato di Via Frecavalli con la differenza che alcune finestre sono cieche.
All'interno un salone delle feste conserva due tele del Campi.